# Richard Richards
Richard Walter Richards (Bendigo, 1893 – 1985) è stato un fisico ed esploratore australiano.
Ha partecipato alla spedizione Endurance in Antartide come membro del gruppo del mare di Ross.
Appena laureatosi in fisica presso la Melbourne University, Richards si imbarca sull'Aurora per prendere parte al gruppo del mare di Ross della spedizione Endurance sotto la guida di Æneas Mackintosh.
Poco dopo lo sbarco sul continente una tempesta rompe gli ormeggi dell'Aurora lasciando Richards con altri nove compagni isolati sul continente Antartico. Ernest Joyce insegna a Richards come guidare una slitta ed altre tecniche dei viaggio nelle regioni polari, ricevendone in cambio una profonda ammirazione . Durante la permanenza forzata sul continente, Richards partecipa alla marcia lungo il ghiacciaio Beardmore con lo scopo di costruire depositi di provviste per il gruppo di Ernest Shackleton che credono in arrivo dall'altro lato del continente. Assiste alla morte di Arnold Spencer-Smith, Victor Hayward e Mackintosh durante il viaggio di ritorno verso il capo base sull'isola di Ross, cosa che gli provoca una depressione che lo isola per diverse settimane .
Dopo il salvataggio avvenuto nel gennaio 1917 ed il ritorno in Australia, Richards insegna presso la School of Mines and Industry di Ballarat, per poi diventare preside del collegio della città.